# Lithobius jurinici
Lithobius jurinici är en mångfotingart som beskrevs av Matic och Golemansky 1965. Lithobius jurinici ingår i släktet Lithobius och familjen stenkrypare.
Artens utbredningsområde är:
- Bulgarien.
- Turkiet.

Inga underarter finns listade i Catalogue of Life.